# Casa na Rua do Rio, n.º 14
}}
A Casa na Rua do Rio, n.º 14 é um edificio histórico na povoação de Odeceixe, na região do Algarve, em Portugal.

## Descrição e história
Este imóvel consiste num edifício residencial no estilo neoclássico, situado na Rua do Rio, na zona Nordeste da vila de Odeceixe. Foi construído no século XIX. Um dos elementos de maior interesse no edifício são as aldrabas em forma de peixe, muito parecidas às da Casa na Rua Nova, igualmente situada em Odeceixe.